# Ernest Van de Velde
Ernest Van de Velde (Lille, 1er juin 1862 - Tours, 1er novembre 1951) est l'auteur de la célèbre Méthode Rose pour piano et fondateur d'une maison d'édition musicale à Tours, absorbée depuis par les Éditions Henry Lemoine.
Il était pédagogue, compositeur et chef d'orchestre.